# Trần Nam Trung
Trần Nam Trung (1912–2009) là một tướng lĩnh cấp cao, quân hàm Thượng tướng Quân đội nhân dân Việt Nam. Nguyên Bộ trưởng Bộ Quốc phòng Chính phủ Cách mạng lâm thời Cộng hòa Miền Nam Việt Nam (1969–1976).

## Cuộc đời
Ông tên thật là Trần Khuy sinh ngày 6 tháng 1 năm 1912 (có tài liệu ghi ông sinh năm 1913, do nâng tuổi để đi học) tại làng Thi Phổ, xã Đức Trung (tương ứng với xã Đức Thạnh ngày nay), huyện Mộ Đức, tỉnh Quảng Ngãi. Ông xuất thân trong một gia đình nông dân, tổ tiên di cư từ Tây Sơn vào Quảng Ngãi.
Học hết sơ học, ông được thân sinh mời thầy dạy tại nhà. Theo lời ông kể, ngoài thân sinh, ông cũng chịu ảnh hưởng của người thầy này. Năm 1927 tuổi, chịu ảnh hưởng của người anh họ là Trần Cừ, ông tham gia Liên đoàn Cộng sản đảng ở Nghệ An, về sau đổi thành An Nam Cộng sản đảng. Năm 1931, ông gia nhập Đảng Cộng sản Đông Dương. Ông từng bị thực dân Pháp bắt giam nhiều lần.
Năm 1944, ông trở về Quảng Ngãi, lấy bí danh là Trần Lương, tham gia thành lập Ủy ban Vận động Cứu quốc tỉnh Quảng Ngãi. Ngày 11 tháng 3 năm 1945, ông cùng với Trương Quang Giao, Nguyễn Chánh, Trần Quý Hai, Nguyễn Đôn, Phạm Kiệt... tổ chức quần chúng ở châu lỵ nổi dậy tuần hành thị uy, đánh chiếm nha kiểm lý, bao vây và chiếm đồn lính khố xanh ở Ba Tơ. Ngay hôm sau, đội du kích Ba Tơ chính thức ra mắt với 17 đội viên và 28 súng, sau kết nạp thêm gần 30 người và xây dựng chiến khu Ba Tơ, về sau tham gia Cách mạng tháng Tám.
Từ tháng 9 năm 1945, ông được cử làm Xứ ủy viên Trung Bộ, phụ trách quân sự. Tháng 9 năm 1946, là Chính ủy Khu V. Năm 1951, ông được điều ra chiến khu Việt Bắc, giữ chức Phó Chủ nhiệm Tổng cục Chính trị Quân đội nhân dân Việt Nam. Trong thời gian diễn ra Chiến dịch Điện Biên Phủ, ông được phân công chịu trách nhiệm chỉ đạo và trực tiếp về các địa phương vận động nhân dân đóng góp, vận tải lương thực thực phẩm, quân trang phục vụ chiến dịch.
Năm 1955, ông được bầu làm Ủy viên dự khuyết Trung ương Đảng khóa II (1955–1960) và được phân công kiêm Bí thư Liên khu ủy Liên khu V (Nam Trung Bộ), thay cho Trương Quang Giao. Năm 1959, ông được điều vào Đông Nam Bộ, tham gia tổ chức lại Xứ ủy Nam Bộ thành Trung ương Cục miền Nam. Sau đó ông ra Bắc báo cáo. Năm 1960, ông được bầu làm Ủy viên Trung ương Đảng khóa III. Tháng 5 năm 1961, ông trở vào Nam Bộ lần thứ hai với bí danh Trần Nam Trung, tự Hai Hậu, trong Đoàn Phương Đông 1 vượt Trường Sơn, do Trần Văn Quang làm trưởng đoàn, ông làm chính ủy. Tháng 10 năm 1961, Trung ương Cục họp phiên đầu tiên tại căn cứ Mã Đà, ông được bầu làm Ủy viên thường vụ Trung ương Cục, phụ trách quân sự, đồng thời giữ chức Ủy viên Quốc phòng trong Mặt trận Dân tộc giải phóng miền Nam. Khi Chính phủ Cách mạng lâm thời Cộng hòa Miền Nam Việt Nam được thành lập tháng 6 năm 1969, ông được cử làm Bộ trưởng Quốc phòng.
Sau hiệp định Paris, ông trở ra Hà Nội, đón Chủ tịch nước Cuba là Fidel Castro Ruz vào Quảng Trị (tháng 9 năm 1973), khi đó thuộc quyền kiểm soát của Cộng hòa miền Nam Việt Nam. Thay mặt Quân giải phóng miền Nam, ông tặng cho Chủ tịch Cuba một chiếc xe tăng M.48 chiến lợi phẩm.
Từ năm 1976, ông chuyển ngành sang dân sự, làm Chủ nhiệm Ủy ban Thanh tra Chính phủ (nay là Thanh tra Chính phủ) cho đến khi về hưu năm 1982. Người kế nhiệm là ông Huỳnh Châu Sổ, Chính ủy Quân khu 8 (1975–1976).
Ông được phong Trung tướng năm 1961, Thượng tướng năm 1974. Ông là Đại biểu Quốc hội khóa VI.
Ông lập gia đình với bà Đoàn Thị Mỹ năm 1944 tại Quảng Ngãi. Hai người có với nhau 4 người con (2 trai 2 gái). Sau khi về hưu, ông sống với gia đình người con trai lớn là Trần Đẳng (đã qua đời) ở đường Tú Xương, quận 3, Thành phố Hồ Chí Minh.
Ông qua đời vào lúc 20 giờ 17 phút ngày 10 tháng 5 năm 2009. Tên ông được đặt cho một con đường tại xã Phú Đông huyện Nhơn Trạch (Đồng Nai).

## Vinh danh
Ông được Nhà nước Việt Nam tặng thưởng:
- Huân chương Sao vàng.[6]
- Huân chương Hồ Chí Minh
- Nhiều Huân huy chương cao quý khác